# Filip Živković
Pour l’article homonyme, voir Živković.
Filip Živković, né le 1er août 2006 à Osijek en Croatie, est un footballeur croate qui évolue au poste d'ailier gauche au NK Osijek.

## Biographie

### En club
Né à Osijek en Croatie, Filip Živković est formé par le club local du NK Osijek. Il joue son premier match en professionnel avec ce club le 21 janvier 2023, face au HNK Rijeka lors d'une rencontre de première division croate. Il entre en jeu à la place de Josip Špoljarić (en) et les deux équipes se neutralisent (1-1 score final).
Le 2 février 2023, Živković signe son premier contrat professionnel, le liant au club jusqu'en juin 2026. Dans le même temps, Vedran Jugović (en) prolonge son contrat.

### En sélection
Avec l'équipe de Croatie des moins de 17 ans, Filip Živković est retenu pour participer au Championnat d'Europe des moins de 17 ans en 2023. Lors de ce tournoi organisé en Hongrie il joue trois matchs. Son équipe est éliminée dès la phase de groupe avec un bilan de deux défaites et un match nul en trois matchs.

## Vie privée
Filip Živković est le fils d'un ancien footballeur croate, Tihomir Živković. Son oncle, Branko Vrgoč (en) est aussi footballeur professionnel et a notamment joué pour le NK Osijek.